# دره کاسف
دره کاسف نام دره‌ای در نزدیکی روستای کاسف، شهرستان بردسکن است که در فاصلهٔ ۳۲ کیلومتری شمال بردسکن قرار دارد.